# BINGO PARTY PIRATES
BINGO PARTY PIRATES（ビンゴパーティーパイレーツ）は、セガ（後のセガ・インタラクティブ）のメダルゲームであり、ビンゴゲームとして2007年に発売された。
ビンゴパーティーシリーズ5作目であり、その名の通り海賊をテーマとしている。ナレーション・実況には声優の山寺宏一を起用（ゲーム中ではバズーカ山寺を名乗ることもある）。
前作であるBINGO PARTY SPLASH SP（バージョンアップ版）からのみ改造が可能であり、BINGO PARTY SPLASHからの改造はできない。

## 遊び方とルール
基本的なルールは前作を踏襲しており、抽選機構の中に1～25の番号の書かれたボールと、BOMBER BALL（抽選されると周辺の4マスが有効）、カギボール（ジャックポットアドベンチャーに突入しているプレイヤーがいる時のみ使用、トレジャーボーナスゲームにも関わる）、計27個のボールが入っておりゲームを進行する。数字ボールのカラーリングも7色に改められた（紫、水色、黄色、緑、青、赤、ピンク）。
1. メダルを投入し、タッチパネルでベットを行う。エントリーベット（ゲーム参加のために最低限必要な賭けメダル枚数。工場出荷時は10枚）の枚数分を投入して初めてベット可能になる。それ以降は1枚単位、および5枚単位のベットが可能。
2. ベットが締め切られると、カードセレクトとなる。
3. ゲーム開始。大型の抽選カプセルで8球が抽選される（カギボールはカウントされない）。いずれかのカードでビンゴを完成させると、画面右側の対応する配当を得ることができる（但し、前作と異なり複数列のビンゴによる配当の倍増は無く、一度ビンゴが完成するとそのカードではゲームを続行できない）。
4. 獲得した配当は、8球抽選後にクレジットに加算される。

## カードセレクト
裏向きの10枚のカードから好きなカードを早い者勝ちで選択する。今作では前作のシングルカード・マルチカードゲームが統合され、数字を移動・回転することのできる1枚のメインカードと、移動不可の3枚のサブカードが配られる。
カードにはレベル1～6（それぞれに宝石の名前が割り振られている）と「PINK DIAMOND」（レベル7）があり、基本的に数字が大きいほどビンゴ成立に有利なカードである。
カード選択後、画面に海賊船が登場するとキャプテンチャンスとなり、手元の左右のボタンで抽選中のカプセルを左右に傾けることが可能になる。どれかのカードがビンゴするまで継続（前作のウェーブチャンスと同じ）。

### メインカードの移動パターン
- 横移動 - 数字に付いている矢印に触れることで、両側の数字を入れ替えることができる。
- 回転移動 - 数字に付いている矢印に触れることで、矢印を軸とした周囲の4つの数字が時計回りに回転移動する。
- スロット - カード右上の「SLOT」ボタンに触れると、全ての数字が縦方向に回転し、ランダムに停止する。

## ボーナス
メインカード ダブルアップチャンス6球目までにメインカードがビンゴすると、メインカードの配当を倍増させることができるダブルアップチャンスに挑戦するかどうか選択できる。挑戦すると、ビンゴした次の抽選時に「WIN」「LOSE」それぞれの球の色が抽選される。さらに次に抽選された球の色が「WIN」の色であれば成功となり、配当が2倍になる。「LOSE」の色が抽選されると配当は0になる。どちらにも抽選されていない色の球が抽選されると、次の球に持ち越される。最後まで持ち越されると配当は変化しない。
サブカード コンプリートボーナス3枚のサブカードで全てビンゴを完成させると、コンプリートボーナスとなり、最後にサブカードでビンゴが完成した抽選のサブカードの配当が全て2倍となる。
ビンゴポイントいずれかのカードでビンゴを完成させると、画面下側のビンゴポイントが溜まっていく。中央の「JP」の位置までゲージが溜まると、次ゲームにジャックポットアドベンチャーに突入する。
ジャックポットカラーメダルを20枚以上（工場出荷時の設定）ベットすると、画面右下のジャックポットカラーが有効になり、ここに同色の3～4つの数字が表示される。ゲーム中にこの数字が抽選されると、ビンゴポイント同様に、画面下側のジャックポットポイントが溜まっていき、中央の「JP」の位置までゲージが溜まると、次ゲームにジャックポットアドベンチャーに突入する。
また、1ゲームで全てのジャックポットカラーが抽選されると、同様に次ゲームにジャックポットアドベンチャーに突入する。
トレジャーポイントメダルを30枚以上（工場出荷時の設定）ベットすると、画面右下のトレジャーポイントが有効になる。メインカードのフリースポット（ゲーム開始時から既に開いている数字）が「フリースポット宝箱」となり、このフリースポットの数字が抽選されると、トレジャーポイントの欄に表示されている宝箱が2段階・最大11個まで溜まる。この宝箱はトレジャーボーナスゲームで開けることが可能。

## ジャックポットアドベンチャー
大量メダル獲得のチャンスを秘めたジャックポットアドベンチャーは前作のボーナスゲームに当たるもので、内容は大きく変化し、キャラクターが敵を倒しつつステージを進みボスを倒す、ダンジョンRPG風のゲーム内容となっている。

### ゲーム進行
1. プレイヤーのベットは不要だが、ベット受付中は10ベット単位で任意に追加ベットが可能である。追加ベットすると、ステージをクリアした時のボーナスメダル枚数が上昇する。
2. ベットが締め切られると、画面の地図に4隻の船が表示される。カードセレクトと同じ要領で、好きな船を選択すると、ステージとキャラクターが決定する。ステージによってボスを倒した際のメダルボーナスの配当が異なる。
3. ゲーム開始前に、カプセル内の抽選にカギボールが加わる場合がある（加わらない場合もある）。カギボールが加わると、ジャックポット獲得のチャンスとなる。
4. ゲーム開始。抽選されたボールの色によって、プレイヤーキャラクターがすごろくの要領でマスを進む。止まったマスにあるアイテムによってさまざまなイベントが発生する（メダル獲得、バトルなど）。
ステージの最深部にはボスがおり、同様に抽選されたボールの色でボスへのダメージが決定する。ボスを倒すことができれば、画面左上のBONUSの枚数分のメダルを獲得することができる。この時、途中の抽選でカギボールが抽選されているとJACKPOTとなり、画面左上のJACKPOTの枚数分のメダルを獲得することができる。
（BOMBER BALLが抽選されるとすごろくは進まないが、画面内のザコキャラを全て倒すことができる他、途中で抽選されていればボスを一発で倒すことができる）
5. 8球全てが抽選し終わると、途中でもジャックポットアドベンチャーは終了し、その時点までに獲得したメダル枚数がクレジットに加算される。

### キャラクター
- キャプテン・ジャック (Captain JACK)（CV:山寺宏一） - シルバーの息子。同じ海賊の父を倒して一人前になろうと、行方不明の父を探している。
- キャプテン・ナオミ (Captain NAOMI)（CV:樋口あかり） - 女海賊。船の設計士である恋人を探すために海に出る。ジャックとは親友である。
- キャプテン・シルバー (Captain SILVER)（CV:山寺宏一） - ジャックの父。妻を殺された復讐としてジャックをおいて海賊になった。今やその名は世界中に恐れられている。

各キャラクターにはゲーム中では性能差がある。ジャックは平均的な能力であり、すごろくで進めるのが1～7マス、ザコキャラバトル時の勝率1/2となっている。ナオミはすごろくに特化したスピードタイプ（2～8マス進めるが、ザコキャラバトルの勝率は1/4）、シルバーはバトルに特化したパワフルタイプ（ザコキャラバトルは100%勝利するが、すごろくで進めるのは0～6マス）。

## トレジャーボーナスゲーム
ジャックポットアドベンチャーでランダムに排出されるカギボールが抽選されると、通常ゲーム中のサテライトはゲーム終了後にトレジャーボーナスゲームに突入する。
画面にトレジャーポイントで貯めた宝箱が表示され、制限時間内に宝箱をタッチして開いていく。開けるたびにメダルを獲得することができる（メダルが没収される場合もある）。ハズレとして爆弾の入った宝箱があり、それを開けるまではいくつでも開けることが可能。
爆弾宝箱以外の宝箱を全て開けることができれば、さらにクリアボーナスとして追加でメダルを獲得することができる。

## その他
- 店舗設定により、カードセレクト画面においてキャプテンチャンスで用いる手元の2つのボタンを同時に押しながらカードを選択すると、前作BINGO PARTY SPLASH SPのシングルカードゲームと同様のルールでプレイできる「クラシックモード」で遊ぶことができる（筐体設定でクラシックモードをONにする必要がある）。カードがメインカード1枚のみになり、オッズも前作同様のものとなる。ビンゴポイント・ジャックポットポイントは存在しない。
- ジャックポットアドベンチャーに登場するキャラクターはゲーム中に喋ることは無いが、筐体の電源投入直後、キャラクターがそれぞれのストーリー背景に沿ったプロローグを喋る。CVはジャック・シルバーが山寺宏一、ナオミが樋口あかり。